# Bactrocera aterrima
Bactrocera aterrima är en tvåvingeart som först beskrevs av Drew 1972.  Bactrocera aterrima ingår i släktet Bactrocera och familjen borrflugor. Inga underarter finns listade.